# NGC 215
NGC 215 је елиптична галаксија у сазвежђу Феникс која се налази на NGC листи објеката дубоког неба.
Деклинација објекта је - 56° 12' 51" а ректасцензија 0h 40m 48,9s. Привидна величина (магнитуда) објекта NGC 215 износи 13,1 а фотографска магнитуда 14,1. NGC 215 је још познат и под ознакама ESO 150-19, AM 0038-562, PGC 2451.